# João Rego
João Pedro Seno Luís Rego (Ourique, 20 giugno 2005) è un calciatore portoghese, centrocampista o attaccante del Benfica.

## Caratteristiche tecniche
Gioca principalmente come seconda punta o falso 9, ma può essere impiegato anche come ala destra a piede invertito. Giocatore che fa del dribbling e dell'imprevedibilità i suoi punti forti, viene paragonato al connazionale João Félix.

## Carriera

### Club
È cresciuto nel settore giovanile del Benfica, con cui ha firmato il primo contratto professionistico il 18 settembre 2021.
 Il 3 settembre 2023 ha debuttato con il Benfica B nell'incontro di Segunda Liga pareggiato 1-1 contro il Leixões ed il 22 aprile 2024 ha segnato il suo primo gol nella trasferta persa 3-1 contro il Nacional.
Ha debuttato in prima squadra il 30 maggio seguente nell'incontro di Primeira Liga vinto 5-0 contro l'Arouca.

### Nazionale
Ha giocato nelle nazionali giovanili portoghesi Under-17, Under-18 ed Under-19.

## Statistiche

### Presenze e reti nei club
Statistiche aggiornate al 5 marzo 2025.
| Stagione        | Squadra         | Campionato      | Campionato | Campionato | Coppe nazionali | Coppe nazionali | Coppe nazionali | Coppe continentali | Coppe continentali | Coppe continentali | Altre coppe | Altre coppe | Altre coppe | Totale | Totale | Totale |
| Stagione        | Squadra         | Comp            | Pres       | Reti       | Comp            | Pres            | Reti            | Comp               | Pres               | Reti               | Comp        | Pres        | Reti        | Pres   | Reti   |        |
| --------------- | --------------- | --------------- | ---------- | ---------- | --------------- | --------------- | --------------- | ------------------ | ------------------ | ------------------ | ----------- | ----------- | ----------- | ------ | ------ | ------ |
| 2023-2024       | Benfica B       | LdH             | 26         | 2          | -               | -               | -               | -                  | -                  | -                  | -           | -           | -           | 26     | 2      |        |
| 2024-2025       | Benfica B       | LdH             | 10         | 1          | -               | -               | -               | -                  | -                  | -                  | -           | -           | -           | 10     | 1      |        |
| 2023-2024       | Benfica         | PL              | 1          | 0          | CP+CdL          | 0               | 0               | UCL                | 0                  | 0                  | -           | -           | -           | 1      | 0      |        |
| 2024-2025       | Benfica         | PL              | 3          | 0          | CP+CdL          | 1+1             | 0               | UCL                | 3                  | 0                  | -           | -           | -           | 8      | 0      |        |
| Totale carriera | Totale carriera | Totale carriera | 40         | 3          |                 | 2               | 0               |                    | 3                  | 0                  |             | -           | -           | 45     | 3      |        |

## Palmarès

### Club

#### Competizioni giovanili
- UEFA Youth League: 1

Benfica: 2021-2022

#### Competizioni nazionali
- Supercoppa di Portogallo: 1

Benfica: 2025